# س. جاكسون غرايسون
س. جاكسون غرايسون (بالإنجليزية: C. Jackson Grayson)‏ هو شخصية أعمال أمريكي، ولد في 8 أغسطس 1923 في Fort Necessity, Louisiana ‏ في الولايات المتحدة، وتوفي في 4 مايو 2017.